# (21381) 1998 EN
1998 إي أن (ويعرف أيضًا باسم (21381) 1998 إي أن وفق تسمية الكوكب الصغير) (بالإنجليزية: 1998 EN)‏ هو كويكب ضمن حزام الكويكبات؛ وترتيبه 21381 من حيث الاكتشاف.
اكتُشف هذا الجُرم الفلكي بواسطة OCA–DLR Asteroid Survey ‏ في 2 مارس 1998.

## وصلات خارجية
- (21381) 1998 EN في قاعدة بيانات مختبر الدفع النفاث لأجرام النظام الشمسي الصغيرة

- الاكتشاف · مخطط المدار ·  العناصر المدارية · المعلمات المادية

- (21381) 1998 EN على موقع ويكي سكاي: DSS2, SDSS, GALEX, IRAS, Hydrogen α, X-Ray, Astrophoto, Sky Map, Articles and images